# Matheus Nicolau
Matheus Nicolau Pereira (Belo Horizonte, 6 de janeiro de 1993) é um lutador de artes marciais mistas (MMA) brasileiro, que compete como peso-mosca no Ultimate Fighting Championship.

## MMA
Nicolau começou a lutar em 2010, e venceu sua estreia profissional com uma finalização no primeiro round. Nicolau, então, participou de vários eventos locais, e manteve-se invicto por oito lutas, incluindo três vitórias por finalização. Nicolau lutou no Shooto Brazil, no Rio de Janeiro, e venceu por nocaute com um soco no corpo. Após esta última vitória, ele participou do The Ultimate Fighter: Brasil 4.

### TUF Brasil 4
Na luta eliminatória, Matheus Nicolau derrotou Mateus "Pitbull" Vasco por finalização (mata-leão) no primeiro round. Com a vitória, ele foi o primeiro escolhido da equipe do lutador Mauricio Shogun.
Já dentro do TUF, Matheus protagonizou a primeira luta da casa, contra Reginaldo Vieira. Matheus Nicolau derrotou Reginaldo Vieira por decisão unânime dos juízes após três rounds. Porém, a decisão foi controversa, pois muitos viram a vitória de Reginaldo. O lutador do Time Azul se abriu e disse que, em seu sentimento, achava que tinha vencido os dois primeiros rounds. Matheus, sem querer causar polêmica, disse que ele tinha todo o direito de expor sua opinião.
Nicolau lutou na semifinal contra Dileno Lopes. Dileno Lopes derrotou Matheus Nicolau por decisão unânime após três rounds, encerrando as chances de Matheus ser campeão.

### Ultimate Fighting Championship
Mesmo após ser derrotado nas semifinais do TUF, o UFC resolveu dar uma chance para o lutador, contratando-o.
Ele fez sua estreia em 7 de novembro de 2015, no UFC Fight Night: Belfort vs. Henderson III, contra seu ex-companheiro da casa do The Ultimate Fighter: Brasil 4, Bruno Korea. O confronto entre lutadores da quarta temporada do TUF Brasil abriu o card do UFC São Paulo. Lutador da Nova União o – até então – peso-galo Matheus Nicolau, derrotou Bruno Korea, da TFT, por finalização aos 3m27s do terceiro round. Nicolau esteve melhor na maior parte da luta, conectando bem com o gancho de esquerda e alternando com entradas de queda. Korea teve um knockdown plástico no segundo round, com um chute duplo de virada que pegou no peito e, de raspão, no rosto, mas seu ex-companheiro da Team Shogun o derrubou duas vezes com cruzados na cabeça. Ele finalizou o adversário com um triângulo de mão para estrear no UFC com o pé direito.
Logo em sua segunda luta no Ultimate, Matheus Nicolau encarou a pedreira John Moraga, no TUF 23 Finale, em 8 de julho de 2016, e mostrou a que veio: derrotou o ex-desafiante ao título de Demetrious Johnson por decisão dividida dos jurados (29-28, 28-29, 29-28).

## Cartel no MMA
| Cartel no MMA   |             |            |
| 20 lutas        | 17 vitórias | 2 derrotas |
| Por nocaute     | 4           | 2          |
| Por finalização | 5           | 0          |
| Por decisão     | 8           | 0          |
| Empates         | 1           | 1          |

| Res.    | Cartel | Oponente                  | Método                            | Evento                                     | Data       | Round | Tempo | Local                 | Notas                  |
| ------- | ------ | ------------------------- | --------------------------------- | ------------------------------------------ | ---------- | ----- | ----- | --------------------- | ---------------------- |
| Derrota | 19-3-2 | Brandon Royval            | Nocaute (joelhada e cotoveladas)  | UFC on ESPN: Holloway vs. Allen            | 15/04/2023 | 1     | 2:09  | Kansas City, Missouri |                        |
| Vitória | 19-2-1 | Matt Schnell              | Nocaute (socos)                   | UFC on ESPN: Thompson vs. Holland          | 03/12/2022 | 2     | 1:44  | Orlando, Flórida      |                        |
| Vitória | 18-2-1 | David Dvorak              | Decisão (unânime)                 | UFC on ESPN: Blaydes vs. Daukaus           | 26/03/2022 | 3     | 5:00  | Columbus, Ohio        |                        |
| Vitória | 17-2-1 | Tim Elliott               | Decisão (unânime)                 | UFC Fight Night: Dern vs. Rodriguez        | 09/10/2021 | 5     | 5:00  | Las Vegas, Nevada     |                        |
| Vitória | 16-2-1 | Manel Kape                | Decisão (dividida)                | UFC Fight Night: Edwards vs. Muhammad      | 13/03/2021 | 3     | 5:00  | Las Vegas, Nevada     |                        |
| Vitória | 15-2-1 | Felipe Efrain             | Decisão (unânime)                 | Brave CF 25                                | 30/08/2019 | 3     | 5:00  | Belo Horizonte        |                        |
| Vitória | 14-2-1 | Alan Gabriel              | Finalização (gravata japonesa)    | Future FC 5: Alves vs. Ramos               | 24/05/2019 | 1     | 1:18  | Brasil São Paulo      | Volta aos Galos.       |
| Derrota | 13-2-1 | Dustin Ortiz              | Nocaute (chute na cabeça e socos) | UFC on Fox: Alvarez vs. Poirier II         | 28/07/2018 | 1     | 3:49  | Calgary, Alberta      |                        |
| Vitória | 13-1-1 | Louis Smolka              | Decisão (unânime)                 | UFC 219: Cyborg vs. Holm                   | 30/12/2017 | 3     | 5:00  | Las Vegas, Nevada     |                        |
| Vitória | 12-1-1 | John Moraga               | Decisão (dividida)                | The Ultimate Fighter 23 Finale             | 08/07/2016 | 3     | 5:00  | Las Vegas, Nevada     | Estreia no Peso Mosca. |
| Vitória | 11-1-1 | Bruno Rodrigues           | Finalização (triângulo de mão)    | UFC Fight Night: Belfort vs. Henderson III | 07/11/2015 | 3     | 3:27  | São Paulo             | Estreia no UFC.        |
| Vitória | 10-1-1 | Derinaldo Guerra da Silva | Nocaute Técnico (soco no corpo)   | Shooto Brazil 49 - Fight for BOPE 4        | 24/08/2014 | 2     | 4:35  | Rio de Janeiro        |                        |
| Vitória | 9-1-1  | Pedro Arruda              | Nocaute (soco)                    | Brasil Fight 8 - 360                       | 06/06/2014 | 1     | 2:49  | Belo Horizonte        |                        |
| Vitória | 8-1-1  | Vanderlei Carvalho Leite  | Decisão (unânime)                 | Shooto - Brazil 45                         | 20/12/2013 | 3     | 5:00  | Rio de Janeiro        |                        |
| Derrota | 7-1-1  | Pedro Nobre               | Nocaute Técnico (socos)           | BC - Bitetti Combat 13                     | 09/12/2012 | 1     | 3:11  | Rio de Janeiro        |                        |
| Vitória | 7-0-1  | Denison Silva             | Decisão (unânime)                 | BC - Bitetti Combat 13                     | 09/12/2012 | 2     | 5:00  | Rio de Janeiro        |                        |
| Vitória | 6-0-1  | Larry Passos Vargas       | Nocaute Técnico (socos)           | Brasil Fight 6 - Brazil vs. USA            | 21/09/2012 | 3     | 4:09  | Belo Horizonte        |                        |
| Vitória | 5-0-1  | Gilberto Dias             | Decisão (unânime)                 | Shooto - Brazil 31                         | 29/06/2012 | 3     | 5:00  | Brasília              |                        |
| Vitória | 4-0-1  | Michael Daboville         | Finalização (triângulo)           | Lions FC 2 - Lions Fighting Championship 2 | 10/03/2012 | 1     | N/A   | Neuchâtel             |                        |
| Vitória | 3-0-1  | Damien Pighiera           | Finalização (triângulo de braço)  | Lions FC - Lions Fighting Championship     | 15/10/2011 | 2     | 4:26  | Neuchâtel             |                        |
| Empate  | 2-0-1  | Larry Passos Vargas       | Empate                            | Brasil Fight 5 - Back to Fight             | 03/09/2011 | 3     | 5:00  | Belo Horizonte        |                        |
| Vitória | 2-0    | Fernando Silva            | Nocaute Técnico (corte)           | Brasil Fight 4 - The VIP Night             | 09/04/2011 | 2     | N/A   | Nova Lima             |                        |
| Vitória | 1-0    | Pedro Alves Chalita       | Finalização (mata leão)           | PLEF - Pedro Leopoldo Extreme Fight        | 07/08/2010 | 1     | 1:35  | Pedro Leopoldo        | Estreia no MMA.        |